# Balanophyllia dubia
Balanophyllia dubia är en korallart som först beskrevs av Semper 1872.  Balanophyllia dubia ingår i släktet Balanophyllia och familjen Dendrophylliidae. Inga underarter finns listade i Catalogue of Life.